# Piteå kommun
Piteå kommun är en kommun i Norrbottens län i landskapet Norrbotten i Sverige. Centralort är Piteå.
Piteå kommun är belägen i södra delen av Norrbottens län, vid Pite älvs utlopp i Bottenviken. Kommunens näringsliv är mycket differentierat, med en tung basindustri i grunden. 
Sedan kommunen bildades 1971 har befolkningstrenden varit positiv. Ända sedan 1911 har Socialdemokraterna, ibland med hjälp av stödpartier, haft makten i kommunen. 

## Administrativ historik
Kommunens område motsvarar Piteå socken där Piteå landskommun bildades vid kommunreformen 1862. I området fanns även Piteå stad som 1863 bildade en stadskommun. Ur landskommunen utbröts 1916 Norrfjärdens landskommun och 1918 Hortlax landskommun.
Kommunreformen 1952 påverkade inte indelningarna i området, då varken Västerbottens eller Norrbottens län berördes av reformen.
1967 uppgick i Piteå stad: Piteå, Norrfjärdens och Hortlax landskommuner. Piteå kommun bildades vid kommunreformen 1971 genom en ombildning av Piteå stad.
Kommunen ingick från bildandet till 28 januari 2002 i Piteå domsaga och ingår sen dess i Luleå domkrets.
Kommunen ansökte 2024 att få ingå i Förvaltningsområdet för samiska

## Geografi

### Topografi och hydrografi
Kommunen präglas av många naturområden. Kustzonen utgörs av en plan slätt med en skärgård som sträcker sig ut i vidsträckta grundområden. Den flacka berggrundsytan täcks huvudsakligen av morän, som blivit formad av landhöjningen. Sedimenten från kustslätten fortsätter upp i dalgångarna, som tidigare varit översvämmade. Här har älvarna eroderat djupa fåror med branta sluttningar när landet höjts. Över dalsidornas brantare delar breder kuperad bergsterräng ut sig, täckt av barrskog och morän. Sjöar och myrmarker finns i de långsträckta, nordväst-sydöstliga sprickdalarna som skär genom bergterrängen.
Totalt finns 212 sjöar, vattendrag och kustvatten i Piteå kommun. Bland dessa återfinns Bänkerträsket, en större sjö på 705 hektar samt Flakaträsket beläget väster om Koler.
Nedan presenteras andelen av den totala ytan 2020 i kommunen jämfört med riket.
|  | Bebyggelse (2,7 %) |

|  | Skog (82,7 %) |

|  | Öppen myrmark (9,1 %) |

|  | Jordbruksmark (2,6 %) |

|  | Övrig mark (3,0 %) |

|  | Bebyggelse (3,1 %) |

|  | Skog (68,0 %) |

|  | Öppen myrmark (7,2 %) |

|  | Jordbruksmark (7,4 %) |

|  | Övrig mark (14,3 %) |

### Naturskydd
Det finns 13 naturreservat i Piteå kommun. Fingermanholmen är beläget i närheten av centralorten. Platsen har fått sitt namn eftersom platsen användes för att utdela straff till "tjuvar och andra illdådare [...] Ibland var straffet att fingrar höggs av - därav namnet på ön". Ett annat naturreservat är Vargön, beläget i skärgården. I reservatet samsas strandnära granurskogar med magrare gammeltallskogar högre upp på ön.

### Administrativ indelning
Fram till 2016 var kommunen för befolkningsrapportering indelad i tre församlingar – Hortlax församling, Norrfjärdens församling och Piteå församling.

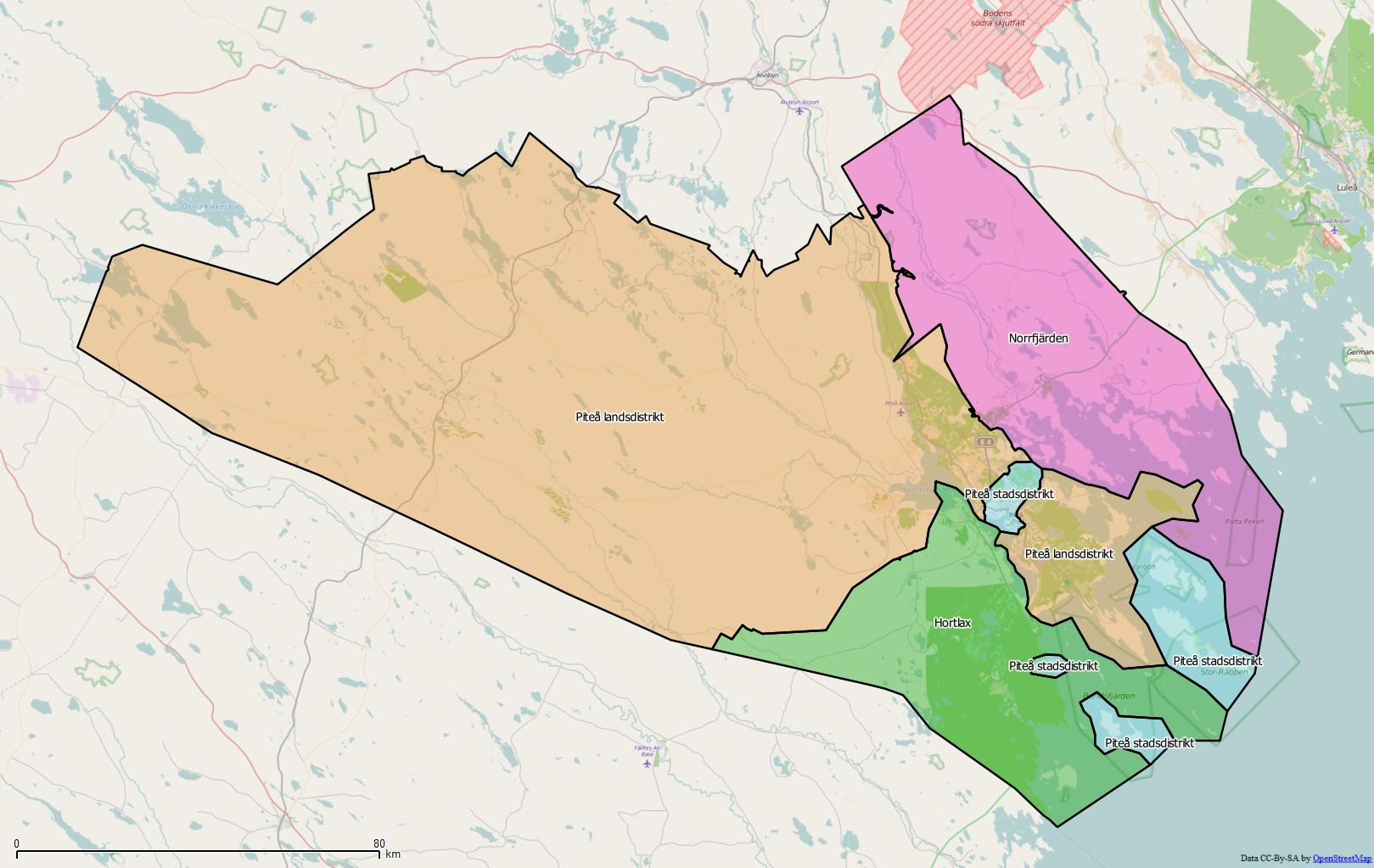
Distrikt inom Piteå kommun

Från 2016 indelas kommunen istället i fyra distrikt– Hortlax, Norrfjärden, Piteå landsdistrikt och Piteå stadsdistrikt.

### Tätorter

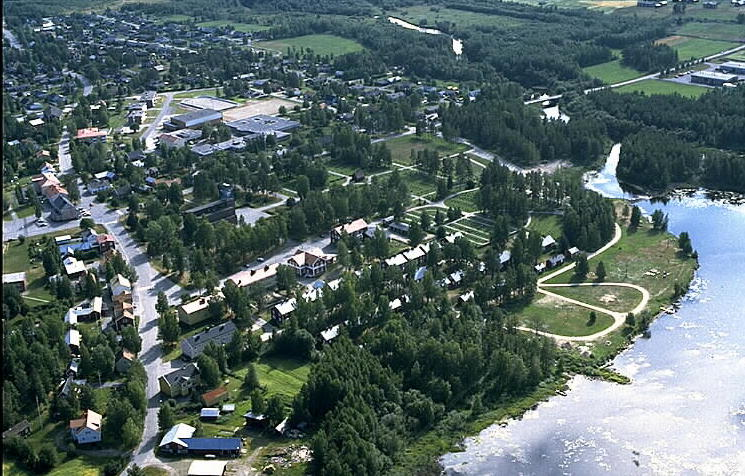
Norrfjärden år 1994.

Vid tätortsavgränsningen av Statistiska centralbyrån den 31 december 2010 fanns det 15 tätorter i Piteå kommun. 
| Nr | Tätort       | Folkmängd |
| -- | ------------ | --------- |
| 1  | Piteå        | 23 067    |
| 2  | Bergsviken   | 2 251     |
| 3  | Rosvik       | 1 848     |
| 4  | Norrfjärden  | 1 562     |
| 5  | Roknäs       | 1 259     |
| 6  | Hortlax      | 1 128     |
| 7  | Jävre        | 574       |
| 8  | Svartudden   | 478       |
| 9  | Lillpite     | 385       |
| 10 | Hemmingsmark | 366       |
| 11 | Sjulsmark    | 353       |
| 12 | Svensbyn     | 345       |
| 13 | Böle         | 344       |
| 14 | Blåsmark     | 299       |
| 15 | Kopparnäs    | 225       |

Centralorten är i fet stil.

## Styre och politik

### Styre
Ända sedan 1911 har Socialdemokraterna, ibland med hjälp av stödpartier, haft makten i kommunen. 1911–1924 var det Folkpartiet man samarbetade med (båda partierna hade många hjärtefrågor gemensamt, såsom allmän rösträtt och krav på republik). Detta samarbete bröts 1928 då Folkpartiet drog sig mer åt höger. 1928–1932 samarbetade Socialdemokraterna i stället med Vänsterpartiet. 1932–2014 hade Socialdemokraterna egen majoritet i kommunen, men även efter detta har man haft teknisk valsamverkan med Vänsterpartiet och Miljöpartiet. Det finns ingen annan kommun i landet där samma parti haft makten med egen majoritet 82 år i rad.
| 1995–2014 | S |   |    |
| 2014–2018 | S | V | MP |
| 2018–     | S | V | MP |

Anders Sundström (kommunalråd 1980–1994 och senare statsråd) och Curt Boström (även han statsråd) är kända socialdemokratiska politiker från Piteå. Liberalen Nils Edén (statsminister 1917–1920) var också från Piteå, liksom liberalen Eliel Löfgren (justitieminister 1917–1920 och utrikesminister 1926–1928).

### Kommunfullmäktige

#### Presidium
| Presidium 2022–2026    | Presidium 2022–2026 | Presidium 2022–2026 |
| ---------------------- | ------------------- | ------------------- |
| Ordförande             | S                   | Cristian Bergvall   |
| Förste vice ordförande | C                   | Marika Berglund     |
| Andre vice ordförande  | M                   | Daniel Bergman      |

#### Mandatfördelning 1970–2022
I kommunvalet 1994 nådde Socialdemokraterna rekord med 66,6 procent av rösterna. Vid valet 2006 fick partiet 54,5 procent av rösterna. Trots att de borgerliga partierna vann riksdagsvalet det året gick Socialdemokraterna framåt i kommunen i jämförelse med valet 2002, då partiet fick 51,3 procent.
| 4 | 30 | 9 | 3 |  | 3 |

| 46 |

| 5 | 27 | 11 |  | 3 | 3 |

| 43 | 8 |

| 4 | 28 | 10 | 3 | 3 | 3 |

| 40 | 11 |

| 3 | 31 | 8 |  | 3 | 4 |

| 38 | 13 |

| 3 | 32 | 7 |  | 3 | 5 |

| 36 | 15 |

| 3 | 31 | 6 | 3 | 3 | 5 |

| 36 | 15 |

| 3 | 31 |  | 6 | 4 | 3 | 3 |

| 35 | 16 |

| 3 | 31 | 6 | 4 | 4 | 3 |

| 33 | 18 |

| 4 | 35 | 4 | 3 |  | 3 |

| 28 | 23 |

| 9 | 28 | 4 | 3 | 4 | 3 |

| 27 | 24 |

| 6 | 26 |  | 5 | 4 | 4 | 3 |  |

| 28 | 23 |

| 5 | 29 |  | 3 | 5 |  |  | 4 |

| 27 | 24 |

| 5 | 30 |  |  | 3 |  |  | 6 |

| 25 | 26 |

| 5 | 22 | 3 |  |  | 3 | 5 |  |  | 6 |

| 25 | 26 |

| 6 | 19 |  |  | 3 | 5 | 6 |  |  | 6 |

| 26 | 25 |

| 5 | 22 |  |  | 5 |  | 5 |  | 8 |

| 29 | 22 |

### Nämnder

#### Kommunstyrelse
Totalt har kommunstyrelsen 15 ledamöter.
| Presidium 2022–2026    | Presidium 2022–2026 | Presidium 2022–2026 |
| ---------------------- | ------------------- | ------------------- |
| Ordförande             | S                   | Patric Lundström    |
| Förste vice ordförande | S                   | Kata Nilsson        |

#### Lista över kommunstyrelsens ordförande
- Annie Persson, Socialdemokraterna, 1 januari 1971–1979[21]
- Anders Sundström, Socialdemokraterna, 1980–1994[22]
- Peter Roslund, Socialdemokraterna, 1995–31 december 2016[23]
- Helena Stenberg, Socialdemokraterna, 1 januari 2017–31 december 2022[24]

Denna lista hämtas från Wikidata. Informationen kan ändras där.

#### Övriga nämnder
| Nämnd                          | Ordförande | Ordförande              | Vice ordförande | Vice ordförande |
| ------------------------------ | ---------- | ----------------------- | --------------- | --------------- |
| Socialnämnden                  | S          | Sven-Gösta Pettersson   | V               | Nina Lindström  |
| Kultur- och fritidsnämnden     | S          | Elisabeth Lindberg      | MP              | Simon Granberg  |
| Miljö- och tillsynsnämnden     | V          | Stig Sjölund            | S               | Ferid Letic     |
| Fastighets- och servicenämnden | S          | Marita Björkman Forsman | MP              | Anna Åström     |
| Överförmyndarnämnden           | V          | Maria Holmquist         |                 |                 |
| Samhällsbyggnadsnämnden        | V          | Brith Fäldt             | S               | Jonas Lindberg  |
| Barn- och utbildningsnämnden   | S          | Louise Mörk             | S               | Lena Jarblad    |
| Valnämnden                     | S          | Jonas Gunnarsson        | C               | Ulf Hartman     |

Källa:

### Vänorter
Piteå kommun har tre vänorter. Grindavík på  Island och Sveriges tidigare koloni Saint-Barthélemy i Västindien tillkom som Vänorter under 1970-talet medan den ryska orten Kandalaksha till kom under 1980-talet. I samband med Rysslands invasion av Ukraina 2022 pausade dock allt samarbete med Kandalaksha. Sedan 2006 finns en vänortspark i Piteå, som inkluderar en "kopia av ett traditionellt hus från St. Barth".

## Ekonomi och infrastruktur

### Näringsliv
Kommunens näringsliv är mycket differentierat. I grunden ligger en tung basindustri som bland annat utgörs av skogsindustrier som Smurfit Kappa Kraftliner som tillverkar kraftpapper och kraftpapp, SCA Munksund AB som även de tillverkar kraftpapper och kraftpapp och sågverket SCA Wood AB. Därtill finns flera medelstora företag, däribland komposittillverkaren ABB AB och trähustillverkaren Lundqvist Trävaru. Betydande för näringslivet är även  turismen och tjänstesektorn, bland annat  genom företagsbyn Furunäset. Små och medelstora jordbruk finns i och kring Piteälvens dalgång.

#### Energi och råvaror
Energimyndigheten uppgav att Piteå kommun år 2020 var den svenska kommun med störst installerad effekt av vindkraft med 894 MW.
I kommunen finns tre vattenkraftverk – Lillpite och Råbäcken 1 i Lillpiteälven samt Sikfors i Piteälven. Dessa har en produktionskapacitet på 40,9 MW, 188,5 GWh.

### Infrastruktur

#### Transporter
Från söder till norr genomkorsas kommunen av Europaväg 4 längs kusten. Kommunen genomkorsas även av länsvägarna 373 och 374.
Piteå flygplats används av Piteå flygklubb och helikopterföretaget Kallaxflyg. Sjöflygplats finns i Piteälven, vintertid finns även skidflygstråk.

## Befolkning

### Demografi

#### Befolkningsutveckling
Kommunen har 42 447 invånare (31 december 2024), vilket placerar den på 64:e plats avseende folkmängd bland Sveriges kommuner. 
| Befolkningsutvecklingen i Piteå kommun 1970–2020                                                                | Befolkningsutvecklingen i Piteå kommun 1970–2020 | Befolkningsutvecklingen i Piteå kommun 1970–2020 | Befolkningsutvecklingen i Piteå kommun 1970–2020 | Befolkningsutvecklingen i Piteå kommun 1970–2020 |
| --- | ------------------------------------------------ | ------------------------------------------------ | ------------------------------------------------ | ------------------------------------------------ |
| |                                                  |                                                  |                                                  |                                                  |
| År |                                                  |                                                  | Folkmängd                                        |                                                  |
| 1970 | 1970                                             |                                                  | 32 800                                           |                                                  |
| 1975 | 1975                                             |                                                  | 35 547                                           |                                                  |
| 1980 | 1980                                             |                                                  | 38 402                                           |                                                  |
| 1985 | 1985                                             |                                                  | 38 870                                           |                                                  |
| 1990 | 1990                                             |                                                  | 40 034                                           |                                                  |
| 1995 | 1995                                             |                                                  | 40 923                                           |                                                  |
| 2000 | 2000                                             |                                                  | 40 363                                           |                                                  |
| 2005 | 2005                                             |                                                  | 40 873                                           |                                                  |
| 2010 | 2010                                             |                                                  | 40 892                                           |                                                  |
| 2015 | 2015                                             |                                                  | 41 548                                           |                                                  |
| 2020 | 2020                                             |                                                  | 42 226                                           |                                                  |
| Anm: Uppgifterna avser förhållandena den 31 december enligt den kommunala indelningen den 1 januari året efter. |                                                  |                                                  |                                                  |                                                  |

#### Utländsk bakgrund
Den 31 december 2016 utgjorde antalet invånare med utländsk bakgrund (utrikes födda personer samt inrikes födda med två utrikes födda föräldrar) 2 880, eller 6,87 % av befolkningen (hela befolkningen: 41 904 den 31 december 2016). Den 31 december 2002 utgjorde antalet invånare med utländsk bakgrund enligt samma definition 1 711, eller 4,22 % av befolkningen (hela befolkningen: 40 531 den 31 december 2002).
Piteå kommun har den tredje lägsta andelen invånare med utländsk bakgrund av Sveriges 290 kommuner, efter Lekebergs kommun (lägst) och Öckerö kommun. Andelen utrikes födda är också den tredje lägsta i landet, efter Lekeberg och Öckerö.
| Bakgrund den 31 december 2016                 | Antal  | Andel   | Varav män | Kvinnor |
| --------------------------------------------- | ------ | ------- | --------- | ------- |
| Utrikes födda                                 | 2 495  | 5,95 %  | 1 185     | 1 310   |
| Inrikes födda med två utrikes födda föräldrar | 385    | 0,92 %  | 222       | 163     |
| Inrikes födda med en inrikes född förälder    | 1 988  | 4,74 %  | 981       | 1 007   |
| Inrikes födda med två inrikes födda föräldrar | 37 036 | 88,38 % | 18 698    | 18 338  |

#### Invånare efter de vanligaste födelseländerna
Följande länder är de 10 vanligaste födelseländerna för befolkningen i Piteå kommun.
| Födelseland 31 december 2021 | Födelseland 31 december 2021 | Födelseland 31 december 2021 | Födelseland 31 december 2021 | Födelseland 31 december 2021 |
| ---------------------------- | ---------------------------- | ---------------------------- | ---------------------------- | ---------------------------- |
| Nr                           | Land                         | Antal                        | Andel                        | Andel i hela riket           |
| 1                            | Sverige                      | 39 370                       | 93,02 %                      | 80,00 %                      |
| 2                            | Finland                      | 383                          | 0,90 %                       | 1,31 %                       |
| 3                            | Eritrea                      | 212                          | 0,50 %                       | 0,46 %                       |
| 4                            | Thailand                     | 194                          | 0,46 %                       | 0,43 %                       |
| 5                            | Afghanistan                  | 185                          | 0,44 %                       | 0,60 %                       |
| 6                            | Syrien                       | 170                          | 0,40 %                       | 1,88 %                       |
| 7                            | Norge                        | 142                          | 0,34 %                       | 0,39 %                       |
| 8                            | Irak                         | 115                          | 0,27 %                       | 1,40 %                       |
| 9                            | Iran                         | 104                          | 0,25 %                       | 0,80 %                       |
| 10                           | Ryssland                     | 84                           | 0,20 %                       | 0,22 %                       |

#### Utländska medborgare
Den 31 december 2016 hade 1 327 invånare (3,17 %), varav 697 män och 630 kvinnor, ett utländskt medborgarskap och saknade samtidigt ett svenskt sådant. Personer som har både utländskt och svenskt medborgarskap räknas inte av Statistiska centralbyrån som utländska medborgare.

## Kultur

### Kulturarv

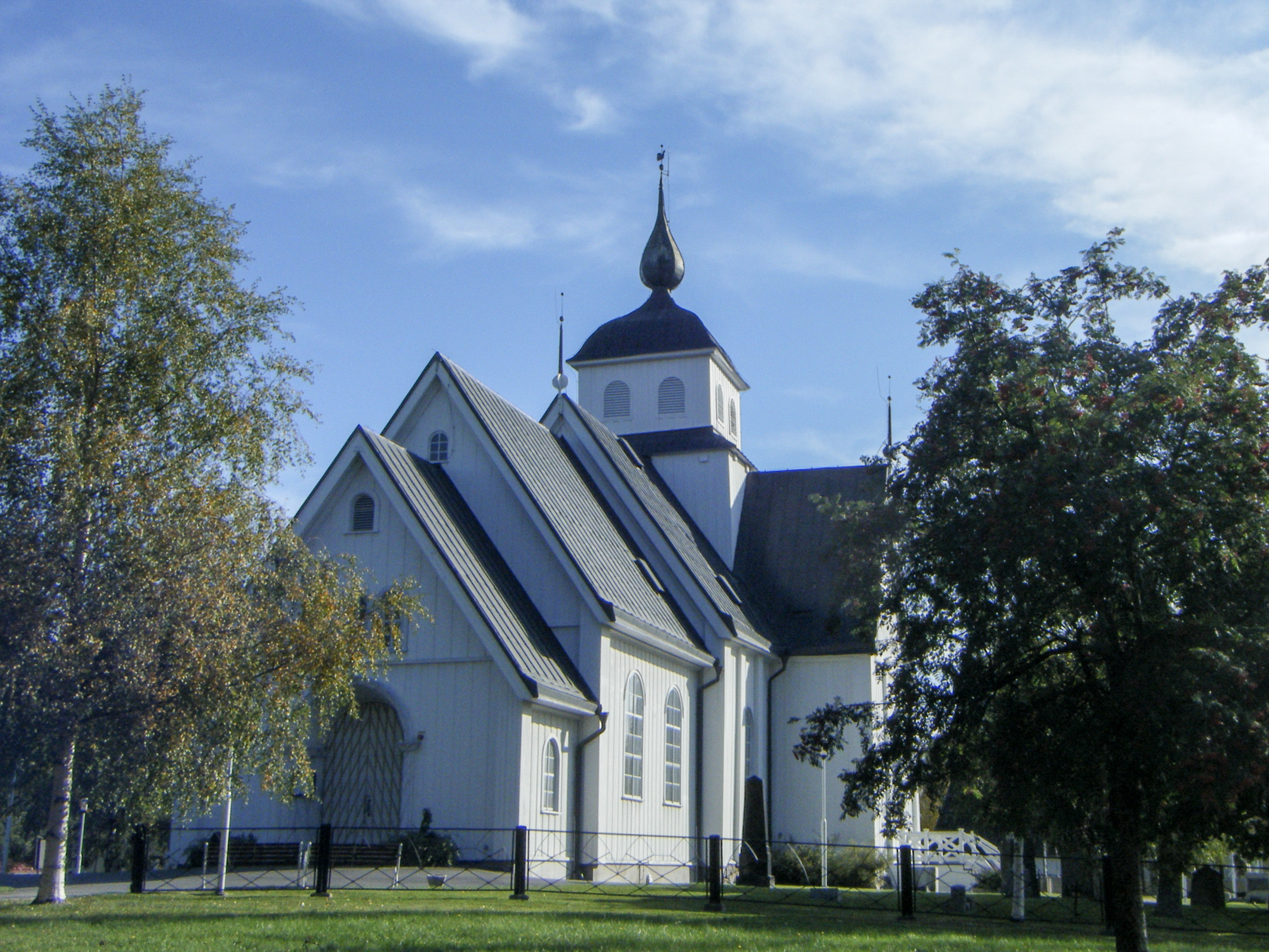
Piteå stadskyrka.

Det finns ett antal fornminnen i kommunen. Flera av dem finns samlade längs Arkeologstigen i Jävre, där Norrbottens äldsta befolkning tros ha varit bosatta omkring 1000 f.Kr. Exempel på lämningar är gravar, labyrinter och offerstenar. Längs sträckan återfanns också Jävresmycket, ett bronssmycke från 400-600 e. Kr. Ett annat område är Kyrkbyn Långnäs, det område som ursprungligen utgjorde Piteå. Där finns fortfarande synliga husgrunder i närheten av Klockån.

### Kommunvapen
Blasonering: I fält av silver ett rött avhugget renhuvud med beväring av guld, därest dylik skall komma till användning.
Vapnet går tillbaka till staden Piteås privilegiebrev från 1621, där ett renhuvud föreskrevs som stadens märke. Det fastställdes som vapen 1946. Vid kommunsammanläggningen 1967 hade även Piteå landskommun ett vapen från 1952, men det beslöts att stadsvapnet skulle föras vidare i oförändrad form. Detta registrerades hos Patent- och registreringsverket 1974.

### Fotnoter
1. ↑  Folkmängd och befolkningsförändringar - Kvartal 4, 2024, SCB, 21 februari 2025, läs online.[källa från Wikidata]
2. 1 2 3  Land- och vattenareal per den 1 januari efter region och arealtyp. År 2012–2019, SCB, 21 februari 2019, läs online.[källa från Wikidata]
3. ↑  Kommuner, lista, Sveriges Kommuner och Regioner, läs online, läst: 19 februari 2019.[källa från Wikidata]
4. ↑  Största offentliga arbetsgivare, Näringslivets ekonomifakta, läs online, läst: 30 oktober 2020.[källa från Wikidata]
5. ↑  SCB Folkräkningen 1950 del 1 Arkiverad 29 oktober 2013 hämtat från the Wayback Machine. sida 18 i pdf:en
6. ↑  Andersson, Per (1993). Sveriges kommunindelning 1863–1993. Mjölby: Draking. Libris 7766806. ISBN 91-87784-05-X
7. ↑  Elsa Trolle Önnerfors: Domsagohistorik - Piteå tingsrätt (del av Riksantikvarieämbetets Tings- och rådhusinventeringen 1996-2007)
8. ↑  Heikki, Jörgen (17 januari 2024). ”Gläds åt beslutet om att Piteå vill bli samisk förvaltningskommun”. Sameradion. https://sverigesradio.se/artikel/glads-at-beslutet-om-att-pitea-vill-bli-samisk-forvaltningskommun. Läst 17 januari 2024.
9. ↑  ”Piteå”. Nationalencyklopedin. https://www.ne.se/uppslagsverk/encyklopedi/l%C3%A5ng/pite%C3%A5. Läst 5 maj 2024.
10. ↑  ”Sjöar och vattendrag - Natur och skog”. www.pitea.se. https://www.pitea.se/invanare/Boende-miljo/Naturvard/Sjoar-och-vattendrag/. Läst 16 maj 2022.
11. ↑  ”Fiska - Friluftsliv och utesport - Fiska”. www.pitea.se. https://www.pitea.se/invanare/Fritid-kultur/friluftsliv-och-utesport/fiska/. Läst 16 maj 2022.
12. ↑  ”Markanvändningen i Sverige efter region och markanvändningsklass. Vart 5:e år 2010 - 2020”. Statistikdatabasen. http://www.statistikdatabasen.scb.se/pxweb/sv/ssd/START__MI__MI0803__MI0803A/MarkanvN/. Läst 12 oktober 2022.
13. ↑  ”Fingermanholmen - Se”. www.pitea.se. https://www.pitea.se/Upplev/Se--gora/produkt/?lang=sv&TLp=465225. Läst 16 maj 2022.
14. ↑  ”Vargön - Se”. www.pitea.se. https://www.pitea.se/Upplev/Se--gora/produkt/?lang=sv&TLp=204247. Läst 16 maj 2022.
15. ↑  
  - SFS 2015:493, justerad i SFS 2015:698 Förordning om distrikt. Trädde i kraft 1 januari 2016.
16. ↑  Sveriges Kommuner & Landsting: Maktfördelning för tidsperioden 1994 - 2014 Arkiverad 20 januari 2016 hämtat från the Wayback Machine. Läst 9 januari 2016
17. ↑  ”Kommunfullmäktiges presidium”. Piteå kommun. https://www.pitea.se/invanare/Kommun-politik/politik/Kommunfullmaktige/. Läst 17 juni 2024.
18. 1 2  Valmyndigheten
19. ↑  ”Kommunstyrelsen”. Piteå kommun. Arkiverad från originalet den 18 oktober 2021. https://web.archive.org/web/20211018133121/https://pitea.tromanpublik.se/viewOrganization.jsf?id=287. Läst 25 oktober 2020.
20. ↑  ”Kommunstyrelsen - Politik”. www.pitea.se. https://www.pitea.se/invanare/Kommun-politik/politik/Kommunstyrelsen/. Läst 9 mars 2025.
21. ↑  läs online, pt.se , läst: 23 september 2023.[källa från Wikidata]
22. ↑  läs online, www.ltu.se , läst: 24 september 2023.[källa från Wikidata]
23. ↑  läs online och läs online, sverigesradio.se , läst: 7 mars 2017.[källa från Wikidata]
24. ↑  läs online, www.svt.se , läst: 7 mars 2017.[källa från Wikidata]
25. ↑  ”Nämnder”. Piteå kommun. https://pitea.tromanpublik.se/. Läst 25 oktober 2020.
26. ↑  ”Vänorter - Internationellt”. www.pitea.se. https://www.pitea.se/invanare/Kommun-politik/Internationellt/Vanorter/. Läst 10 augusti 2022.
27. 1 2  ”Piteå - Uppslagsverk - NE.se”. www.ne.se. https://www.ne.se/uppslagsverk/encyklopedi/l%C3%A5ng/pite%C3%A5. Läst 10 augusti 2022.
28. ↑  ”Ny statistik över installerad vindkraft 2020”. www.energimyndigheten.se. https://www.energimyndigheten.se/nyhetsarkiv/2021/ny-statistik-over-installerad-vindkraft-2020/. Läst 5 maj 2022.
29. ↑  ”Piteå Kommun - vattenkraft.info - Vattenkraften i Sverige”. vattenkraft.info. https://vattenkraft.info/?what=Pite%C3%A5+kommun&where=kommun. Läst 13 augusti 2022.
30. ↑  ”Piteå Airport - Upplev - Resa”. www.pitea.se. https://www.pitea.se/upplev/Resa/?lang=sv&TLp=1138431. Läst 10 augusti 2022.
31. 1 2  ”Folkmängden efter region, civilstånd, ålder och kön. År 1968 - 2016”. Statistikdatabasen. Statistiska centralbyrån. http://www.statistikdatabasen.scb.se/pxweb/sv/ssd/START__BE__BE0101__BE0101A/BefolkningNy/?rxid=c0ca3bb8-255c-43ba-85f1-ee5289d082c4. Läst 27 mars 2017.
32. ↑  ”Antal personer med utländsk eller svensk bakgrund (fin indelning) efter region, ålder i tioårsklasser och kön. År 2002 - 2016”. Statistikdatabasen. Statistiska centralbyrån. Arkiverad från originalet den 12 november 2016. https://web.archive.org/web/20161112114817/http://www.statistikdatabasen.scb.se/pxweb/sv/ssd/START__BE__BE0101__BE0101Q/UtlSvBakgTot/?rxid=f7123122-a545-4e42-922d-ffb043413f6d. Läst 27 mars 2017.
33. ↑  Statistik från Statistiska centralbyrån.
34. 1 2  ”Folkmängden efter region, födelseland och kön. År 2000 - 2021”. Statistikdatabasen. Statistiska centralbyrån. https://www.statistikdatabasen.scb.se/pxweb/sv/ssd/START__BE__BE0101__BE0101E/FolkmRegFlandK/. Läst 31 maj 2022.
35. ↑  ”Utländska medborgare efter region, ålder i tioårsklasser och kön. År 1973 - 2016”. Statistikdatabasen. Statistiska centralbyrån. http://www.statistikdatabasen.scb.se/pxweb/sv/ssd/START__BE__BE0101__BE0101F/UtlmedbTotNK/?rxid=f7123122-a545-4e42-922d-ffb043413f6d. Läst 27 mars 2017.
36. ↑  ”Fornlämningar - Upplev - Sevärt”. www.pitea.se. https://www.pitea.se/Upplev/Se--gora/?c=7&TLcat=69_886. Läst 16 maj 2022.
37. ↑  ”Arkeologstigen - Se”. www.pitea.se. https://www.pitea.se/Upplev/Se--gora/produkt/?lang=sv&TLp=204172. Läst 16 maj 2022.
38. ↑  ”Kyrkbyn Långnäs - Se”. www.pitea.se. https://www.pitea.se/Upplev/Se--gora/produkt/?lang=sv&TLp=204020. Läst 16 maj 2022.
39. ↑  ”Svenska Heraldiska Föreningens vapendatabas”. Arkiverad från originalet den 18 oktober 2012. https://web.archive.org/web/20121018011750/http://databas.heraldik.se/index.php. Läst 7 december 2008.